# Tic
Tic là một vận động đột ngột, lặp đi lặp lại, không theo nhịp hoặc phát ra âm thanh liên quan đến các nhóm cơ và mang tính rời rạc. Có thể nhìn thấy dấu hiệu co cơ thành bụng hoặc co giật ngón chân. Tic vận động hay gặp triệu chứng nháy mắt, còn tic âm thanh thường gặp là bị hắng giọng.
Tics phải được phân biệt với các rối loạn vận động như múa giật, loạn trương lực cơ, rung giật cơ; rối loạn tâm thần như rối loạn ám ảnh cưỡng chế (OCD), cơn động kinh; và các cử động biểu hiện trong rối loạn vận động rập khuôn ở những người tự kỷ (còn được gọi là hành vi tự kích thích, nôm na gọi là bị đơ).